# Brévenne
El Brévenne es un río de Francia, afluente del Azergues y, por lo tanto, subafluente del Saona, luego del Ródano, que atraviesa los montes del Lyonnais. Fluye en la región de Auvernia-Ródano-Alpes, en los departamentos del Loira y el Ródano, y se une al Azergues en Lozanne.

## Geografía

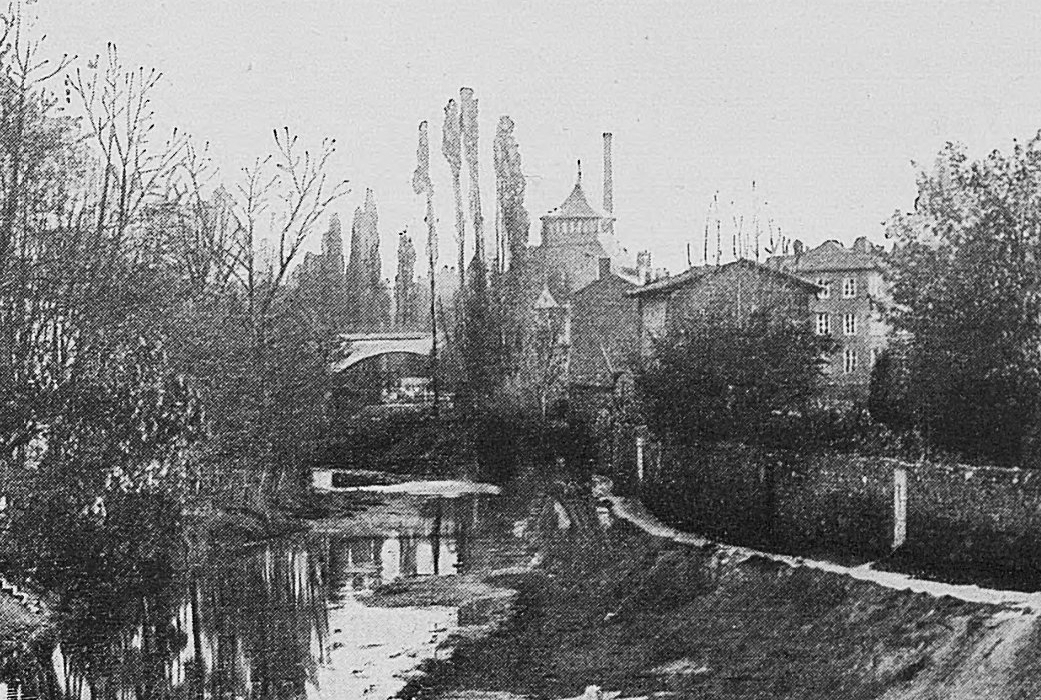
Las orillas del Brevenne en L'Arbresle a principios del.

Con 39 km de longitud, el río Brévenne nace en Viricelles, una pequeña ciudad del departamento del Loira, y rápidamente cruza la frontera del departamento del Ródano. Generalmente toma dirección noreste hasta el final de su recorrido. Atraviesa la pequeña ciudad de L'Arbresle, con su rico patrimonio histórico, donde recibe las aguas del Turdine, su principal afluente.

### Municipios y cantones cruzados
En los dos departamentos de Loira y Ródano, Brévenne atraviesa veintiún municipios.

### Cuenca
El Brévenne fluye por una única zona hidrográfica "La Brévenne" (Uu463) de 437 km². Esta cuenca se compone de un 69,34% de "terrenos agrícolas", un 25,29% de "bosques y entornos seminaturales" y un 5,59% de "territorios artificiales".

## Hidrología

### El Brévenne en Sain-Bel
El caudal del Brévenne fue observado durante un período de 40 años (de 1969 a 2008), en Sain-Bel, una ciudad del departamento del Ródano situada un poco aguas arriba del Arbresle y, por tanto, a poca distancia de su confluencia con el Azergues en Lozanne.
El módulo del río es de 1,52 m³/s.
El río Brévenne presenta fluctuaciones estacionales de caudal bastante importantes. Las aguas altas se producen en invierno y primavera, con un caudal medio mensual que oscila entre 1,83 y 2,44 m³, de noviembre a mayo inclusive (con un primer pico en diciembre y un segundo en febrero), y las aguas bajas de verano, de julio a septiembre, con un descenso del caudal medio mensual hasta un nivel de 0,343 m³ en agosto. Sin embargo, las variaciones de caudal son mucho mayores, calculadas en períodos más cortos.

### Aguas bajas o estiaje
Con niveles de agua bajos, el VCN3 (volumen mínimo consecutivo) que puede descender hasta 0,006 m³, en caso de un quinquenio seco, es decir, sólo 6 litros por segundo, quedando el río casi seco.

### Inundaciones
Por otro lado, las inundaciones del Brévenne pueden ser importantes. 
El caudal máximo instantáneo registrado fue de 151 m3/s el 17 de mayo de 1983, mientras que el valor máximo diario fue de 88,5 m3/s el 2 de diciembre de 2003. La crecida de 1987 fue bastante excepcional.

### Lámina de agua y caudal específico
El agua drenada en la cuenca del Brévenne asciende a 224 milímetros anuales, menos que los 300 milímetros anuales de Azergues. Esta cifra es muy inferior a la media del conjunto de Francia, pero también a la de toda la cuenca del Ródano (670 milímetros anuales en Valence. El caudal específico alcanza los 7,1 litros por segundo y por kilómetro cuadrado de cuenca.

## El Brévenne en el arte

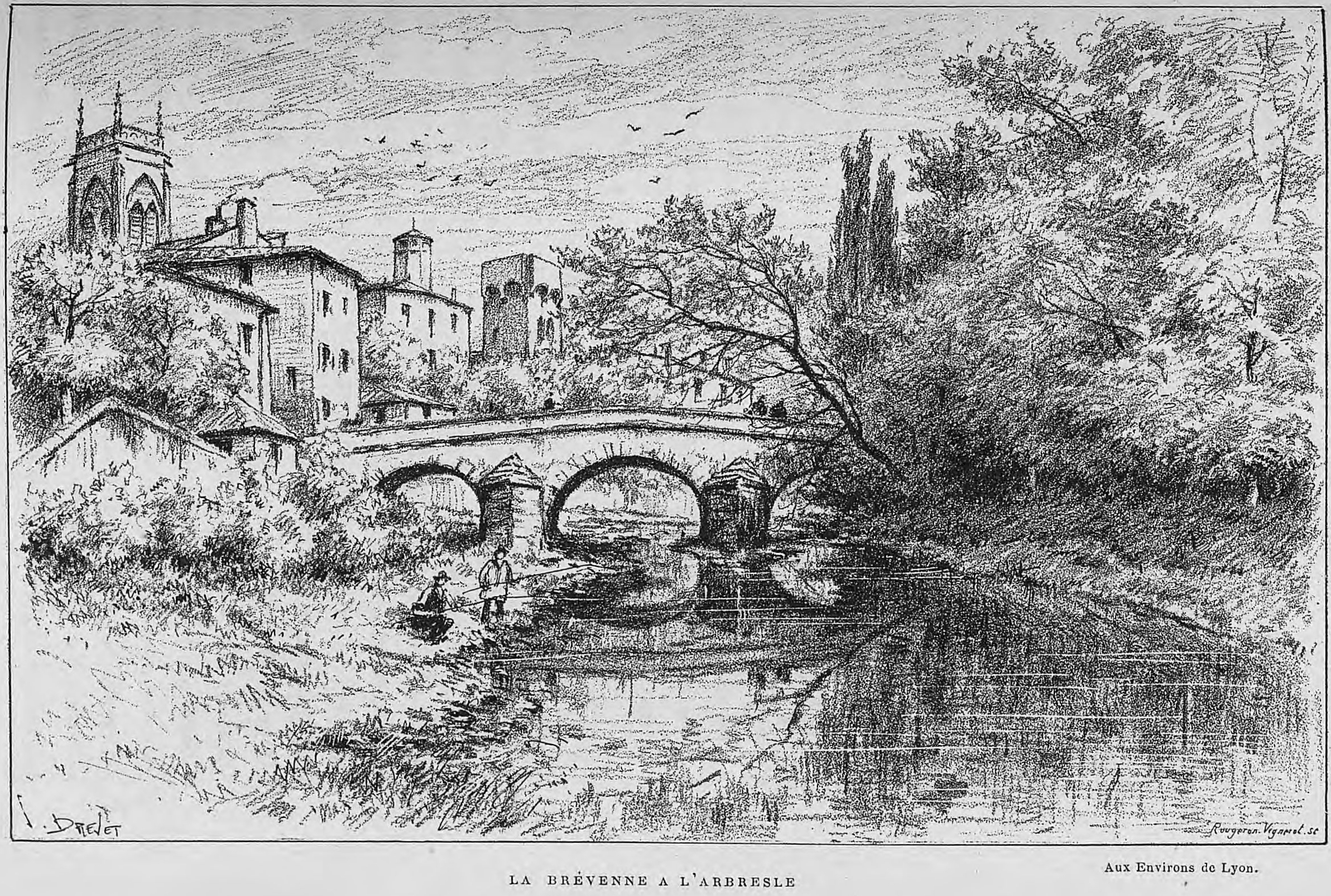
L'Arbresle - El Brévenne según Joannès Drevet.

Joannès Drevet ilustró con 250 dibujos el libro Au environs de Lyon de M. Josse, incluido el Brévenne en L'Arbresle